# Beyond (banda)
Beyond era una banda de rock de Hong Kong formada en 1983. La banda se hizo prominente en las comunidades de Hong Kong , Taiwán , Japón , Singapur , Malasia , China continental y de ultramar . La banda es ampliamente considerada como la banda Cantopop más exitosa e influyente de Hong Kong.En 1993, el líder Wong Ka Kui , murió a la edad de 31 años después de un accidente durante el rodaje de un programa en Fuji Television en Tokio.. Beyond continuó actuando y grabando después de la muerte de Wong Ka Kui. En 2005, los miembros restantes Paul Wong , Wong Ka Keung y Yip Sai Wing decidieron seguir sus propias carreras en solitario, y Beyond se disolvió oficialmente

## Historia

### Primeros años
A principios de la década de 1980, el cantante principal Wong Ka Kui y el batería Yip Sai Wing comenzaron como músicos jóvenes y ambos intereses tenido en Pink Floyd 's rock progresivo . [2] En 1983, decidieron unirse a un concurso de música para la "revista Guitar" y decidieron formar una banda con el guitarrista William Tang (鄧 煒 謙) y el bajista Lee Wing Chiu (李榮 潮). Tang deseaba que el nombre de la banda transmitiera una sensación de superarse o ir más allá de ellos mismos, por lo que se eligió el nombre "Beyond". [1] [2] Sin embargo, el nombre de la banda no estaba definido en ese momento. [2] El estilo musical de la banda todavía era experimental . Wong Ka Kui y Tai ChiEl guitarrista principal Joey Tang formó una banda temporal llamada NASA band que hacía música en estilo art rock con pop inglés . [2]
En 1984, el hermano menor de Wong , Wong Ka Keung, se unió a la banda como bajista. En ese momento, la banda estaba formada por Wong Ka Kui, Yip Sai Wing, Wong Ka Keung y el nuevo guitarrista principal Chan Sze On (陳時安). Chan pronto tuvo que irse a un país extranjero, dejando a la banda sin guitarrista principal. En 1985 Paul Wong se unió a la banda para reemplazarlo.
En los primeros años, el tiempo fue difícil para la banda. Tuvieron que hacer todo ellos mismos, incluida la organización de su financiación, la venta de entradas, la actuación y la compra de su propio equipo. Alquilaron Caritas Hong Kong para un mini concierto llamado "Concierto en espera para siempre" e invitaron a la gente. No apareció ni una sola compañía discográfica y el público se mostró indiferente a la banda. [2] Alguien intervino como su mánager para ayudarlos a recaudar HK $ 16,000, pero la banda pronto se quedó con solo HK $ 1000.
En 1986, la banda alquiló un estudio para grabar el álbum Goodbye Ideal (再見 理想). [2] Lau Chi Yuen (劉志遠) luego se unió a Beyond como guitarrista principal y teclista. En ese momento, Small Island, Tat Ming Pair and Beyond hicieron una grabación juntos. La pequeña isla estaba programada para asistir a un festival de música panasiático en julio de 1986 en Taipéi , y Beyond se agregó al programa.Beyond fue muy querido y se unieron a otro festival ese mismo año. [2] Luego firmarían con la compañía discográfica Kinn's Music. 

### Éxito comercial
En 1987, Beyond produjo el segundo álbum. El álbum Arabian Dancing Girls (阿拉伯 跳舞 女郎) fue uno de los primeros éxitos comerciales de la banda. [2] Pronto estuvieron en una nueva tendencia de música underground junto con algunas bandas, como Tai Chi , Cocos y Raidas. [2] Lau Chi Yuen dejó la banda en 1988, dejando la banda con solo cuatro miembros.
En 1989, Beyond se convirtió en la primera banda de Hong Kong en actuar en Beijing en el Capital Indoor Stadium . Dado que las canciones de Beyond estaban en cantonés (en lugar de mandarín ), la actuación no fue bien recibida por el público. Antes de que se llenara el estadio, la mitad de la gente ya se había ido. Sin embargo, todavía consideraron que el concierto fue un éxito. Después de un par de fracasos, Beyond comenzó a ganar popularidad tras el lanzamiento de la exitosa canción "Great Land" (大地). Pronto ganarían sus primeros premios musicales, la presentación de los diez mejores premios musicales de Jade Solid Gold de 1988 y los premios RTHK Top 10 Gold Songs de 1989 .
En 1990, lanzaron una de sus canciones emblemáticas, "Glorious Years" (光輝歲月). La canción trataba sobre el racismo y la lucha de Nelson Mandela en Sudáfrica . La canción fue un gran éxito y tenía un sonido fresco que sobresalía del mar de canciones de amor que dominaban la escena Cantopop en Hong Kong. La canción era del álbum de la banda Party of Fate (命運 派對), que se vendió muy bien, logrando el triple platino .
En 1991, Beyond lanzó otra canción aclamada por la crítica "Amani" del álbum Hesitation (猶豫). La canción fue escrita durante el viaje de Beyond a Tanzania . Como sugiere el título, que significa "paz" en suajili , la canción trata sobre la difícil situación de África devastada por la guerra y el anhelo de paz mundial. Parte de la letra de la canción se escribió en suajili. Las bandas de derechos humanos de Hong Kong todavía usan la canción para difundir el mensaje de paz.
Ese mismo año, Beyond hizo su primera aparición en la estación NHK de Japón . Inmediatamente firmaron con la compañía discográfica Amuse. [2] Beyond comenzó a convertirse en una banda más internacional y comenzó a concentrarse más tiempo en Japón y Taiwán. [2] El álbum Continue the Revolution (繼續 革命) logró un éxito comercial y crítico. En mayo de 1993, Beyond lanzó el álbum Rock and Roll (樂 與 怒) que incluía la canción " Boundless Oceans, Vast Skies " (海闊天空). Esa canción se convertiría en la última canción de Wong Ka Kui con la banda.

### Muerte de Wong Ka Kui
El 24 de junio de 1993, Beyond apareció en un programa de juegos de Tokyo Fuji Television Ucchan-nanchan no Yarunara Yaraneba (ウ ッ チ ャ ン ナ ン チ ャ ン の や る な ら や ら ね ば!). [2] La plataforma del escenario tenía entre 2,7 y 3 m de altura. [5] [6] El actor Teruyoshi Uchimura y Wong Ka Kui se cayeron de un escenario roto y sufrieron heridas masivas en la cabeza. Wong fue enviada al hospital de la Universidad Médica de Mujeres de Tokio . Cayó en coma y murió una semana después a los 31 años.
La muerte ocurrió en el mejor momento de la carrera de la banda, con el tremendo éxito de la canción " Boundless Oceans, Vast Skies " lanzada en esa época. Su procesión fúnebre provocó que el tráfico en varias calles principales de Hong Kong se detuviera, y muchos de los principales cantantes de Hong Kong Cantopop de la época asistieron y rindieron homenaje en el funeral. Siguieron críticas de que los japoneses estaban teniendo demasiados programas nocturnos de este tipo y los equipos de las estaciones de televisión estaban sobrecargados de trabajo.

### Era posterior a Ka Kui
Hubo un debate sobre si los tres miembros restantes deberían continuar grabando y actuando como Beyond. Finalmente, reaparecieron el 30 de noviembre de 1993 en Hong Kong en el concierto Composer's Tribute Night. [9] En la nueva era, sus álbumes tienen una sensación de rock más alternativo , a diferencia del sonido de rock progresivo de álbumes anteriores. El primer álbum de Beyond en la era post Ka Kui fue 2nd Floor Back Suite (二樓 後座). En 1997, el álbum Please Let Go of Your Hands también hizo una referencia a los cambios culturales de Hong Kong después del traspaso de Hong Kong a China .
En noviembre de 1999, los tres miembros restantes de Beyond anunciaron que seguirían su propia carrera en solitario después de una gira mundial.  En 2003 para el vigésimo aniversario de la banda, salieron para embarcarse en una gira mundial. La gira incluyó paradas en Toronto , Canadá y varias ciudades de China continental.
En 2005, realizaron su última gira (The Story Live 2005) bajo el nombre Beyond y anunciaron su disolución en su última parada en Singapur.
Por primera vez en tres años, los tres miembros restantes de Beyond se reunieron para tocar " Boundless Oceans, Vast Skies " para el concierto conmemorativo de Wong Ka Kui. El concierto fue organizado por Wong Ka Keung como un homenaje de cumpleaños a su hermano 15 años después de su muerte y contó con versiones de canciones de Ka Kui de bandas y artistas como Kolor, Tai Chi , Soler y at17 .
Yip Sai Wing y Paul Wong celebraron un concierto llamado "Beyond Next Stage Live 2008" el 11 de octubre de 2008 en Genting Highlands, Malasia y más tarde el 8 de noviembre de 2008 en el Singapore Indoor Stadium .
En 2009, Wong Ka Keung y Paul Wong realizaron una serie de conciertos llamados "This is Rock & Roll" entre el 24 de julio y el 26 en Hong Kong.

## Legado
La canción " Boundless Oceans, Vast Skies " se ha utilizado en muchos eventos benéficos. Por ejemplo, la letra de la canción fue modificada y utilizada para la masiva Campaña de Recaudación de Fondos Artistes 512 después del terremoto de Sichuan de 2008 .
La letra original de la canción "Boundless Oceans, Vast Skies" personifica la búsqueda indómita de ideales y libertad a pesar de los obstáculos. La canción es cantada ampliamente por los manifestantes en las protestas de Hong Kong de 2014 , que tienen como objetivo luchar por la implementación del sufragio universal de acuerdo con la Ley Básica de Hong Kong y la Declaración Conjunta Sino-Británica .
La canción "Glorious Years" (光輝歲月) también se utiliza como tema principal de las actividades políticas de Hong Kong. Por ejemplo, la canción se usó para el referéndum de los cinco distritos electorales de Hong Kong, donde los pandemócratas intentaron presionar por una elección parcial.

## Discografía

### Álbumes de estudio (Cantonés)
- 1986.04-再見理想 (Goodbye Faith, aka Goodbye Ideal)
- 1987.07-亞拉伯跳舞女郎 (Arabian Dancing Girl)
- 1988.03-現代舞台 (Modern Stage)
- 1988.09-秘密警察 (Secret Police)
- 1989.07-Beyond IV
- 1989.12-真的见证 (The Real Testament)
- 1990.09-命運派對 (Party Of Fate)
- 1991.09-犹豫 (Deliberate)
- 1992.08-繼續革命 (Continue The Revolution)
- 1993.05-樂輿怒 (Rock 'N' Roll)
- 1994.06-二樓後座 (2nd Floor Back Suite)
- 1995.06-Sound
- 1997.04-請將手放開 (Please Let Go Of Your Hands)
- 1997.12-驚喜 (Surprise)
- 1998.12-不見不散 (Until You Arrive)
- 1999.11-Good Time

### Álbumes de estudio (Mandarín)
- 1990.09-大地 (The Earth)
- 1991.04-光輝歲月 (The Glorious Years)
- 1992.12-信念 (Belief)
- 1993.09-海闊天空 (Sea & Sky)
- 1994.07-Paradise
- 1995.10-愛與生活 (Love & Life)
- 1998.02-這裡那裡 (Here And There)

### Álbumes de estudio (Japonés)
- 1992.09-超越 (Beyond)
- 1993.07-This Is Love 1
- 1994.07-Second Floor

### EP y sencillos
- 1987.01-永遠等待 (Forever Waiting)
- 1987.08-新天地 (New World)
- 1987.09-孤單一吻 (Solitary Kiss)
- 1989.04-四拍四 (4 Beat 4)
- 1990.05-战胜心魔 (Overcoming The Devil Inside)
- 1990.06-天若有情电影歌曲 (A Moment Of Romance - Movie Songs)
- 1992.12-無盡空虛 (Endless Emptiness)
- 1996.02-Beyond 的精彩 (Wonderful Beyond)
- 1998.07-Action
- 1999-Love Our Bay (Beyond & Funky Sueyoshi)
- 2003.04-Together

### Álbumes en directo
- 1985-Super Live 1985
- 1986.08-台北演唱会 (Live In Taipei)
- 1987.10-超越亞拉伯演唱會 (Arab Concert)
- 1988.10-Live 88
- 1988.10-北京演唱會 1988 (Beijing Concert)
- 1991.12-Live 1991
- 1993.12-Words & Music - Final Live With Ka Kui
- 1996.05-Live & Basic
- 2001.12-Good Time Live Concert 1999
- 2003-20th Anniversary 2003 Live
- 2005.04-Beyond The Story Live 2005

### Recopilatorios
- 1993.08-遙望黃家駒不死音樂精神 - 特別紀念集 92-93 (Special Commemorate Of Wong Ka Kui)
- 1995.05-遙かなる夢 Far Away 1992～1995
- 2000.01-Millennium
- 2005.01-Beyond The Ultimate Story
- 2008.03-Beyond 25th Anniversary
- 2013.07-Beyond 30th Anniversary
- 2015.06-The Legend
- 2015.06-The Stage

## Filmografía
- The Banquet (1991) (cameo)
- Beyond's Diary (Beyond日記之莫欺少年窮) (1991)
- Teenage Mutant Ninja Turtles (1990) (doublages cantonais)
- Happy Ghost IV (1989)

- Datos: Q853266